# Typha capensis
Espèce
Classification phylogénétique
Statut de conservation UICN

 LC  : Préoccupation mineure
Typha capensis, ou massette du Cap, est une espèce de plante du genre Typha et de la famille des typhacées qui croît de l'Afrique du Sud à l'Ouganda.